# Мезон Каре
Мезон Каре (на френски: Maison Carrée, буквално „квадратна къща“) е античен римски храм в град Ним, Югоизточна Франция. Сградата е сред най-добре запазените храмове на Римската империя. Френското наименование произлиза от стария термин carré long, буквално значещ „дълъг квадрат“ или правоъгълник, изхождайки от формата на сградата.
Храмът е построен около 19 – 16 г. пр.н.е. под патронажа на Марк Агрипа (патрон и на Пантеона в Рим). Посветен е по-късно на синовете му Гай Цезар и Луций Цезар, осиновени от император Август. Синовете на Агрипа умират през 2 – 4 г. Надписът с посвещението към Гай и Луций е премахнат през Средновековието. През 1758 г. местният учен Жан-Франсо Сегие успява да възпроизведе надписа, като напасва направени от него бронзови римски букви в дупките, останали във фасадата. Според възстановката на Сегие текстът на посвещението е следният (в превод): „На Гай Цезар, син на Август, консул; на Луций Цезар, син на Август, назначен за консул; на младите принцове“.
Храмът дължи оцеляването си на факта, че е преобразен в християнска църква през IV век – по този начин е спасен от широко разпространеното разрушаване на храмове, в които се почитали древноримските богове, последвало приемането на християнството за официална религия на Рим. Впоследствие Мезон Каре се превръща в място за срещи на градските консули, конюшня по времето на Френската революция и склад за градските архиви. След 1823 г. сградата е обявена за национален музей и вътре е настанена експозиция на древноримски предмети на изкуството.
Мезон Каре е идеален пример за витрувиански стил архитектура в най-класическия си вид. Издигнат върху 2,85 метра подиум, храмът доминира на площада (форум) в римския град, образувайки правоъгълник почти два пъти по-дълъг отколкото широк (размери 26,42 м. дължина към 13,54 м. широчина). Фасадата е голям портик с размери почти 1/3 от дължината на сградата. Голяма врата (6,87 м. висока, 3,27 м. широка) води до учудващо малка вътрешност, лишена от прозорци, където се е помещавал олтар. В наше време в помещението не са останали декорации от античността.
Мезон Каре е послужил като модел на неокласическата църква „Света Мария Магдалена“ в Париж.
През семпетмври 2023 г. е обявен за обект на Световното културно наследство на ЮНЕСКО